# Mosgortrans

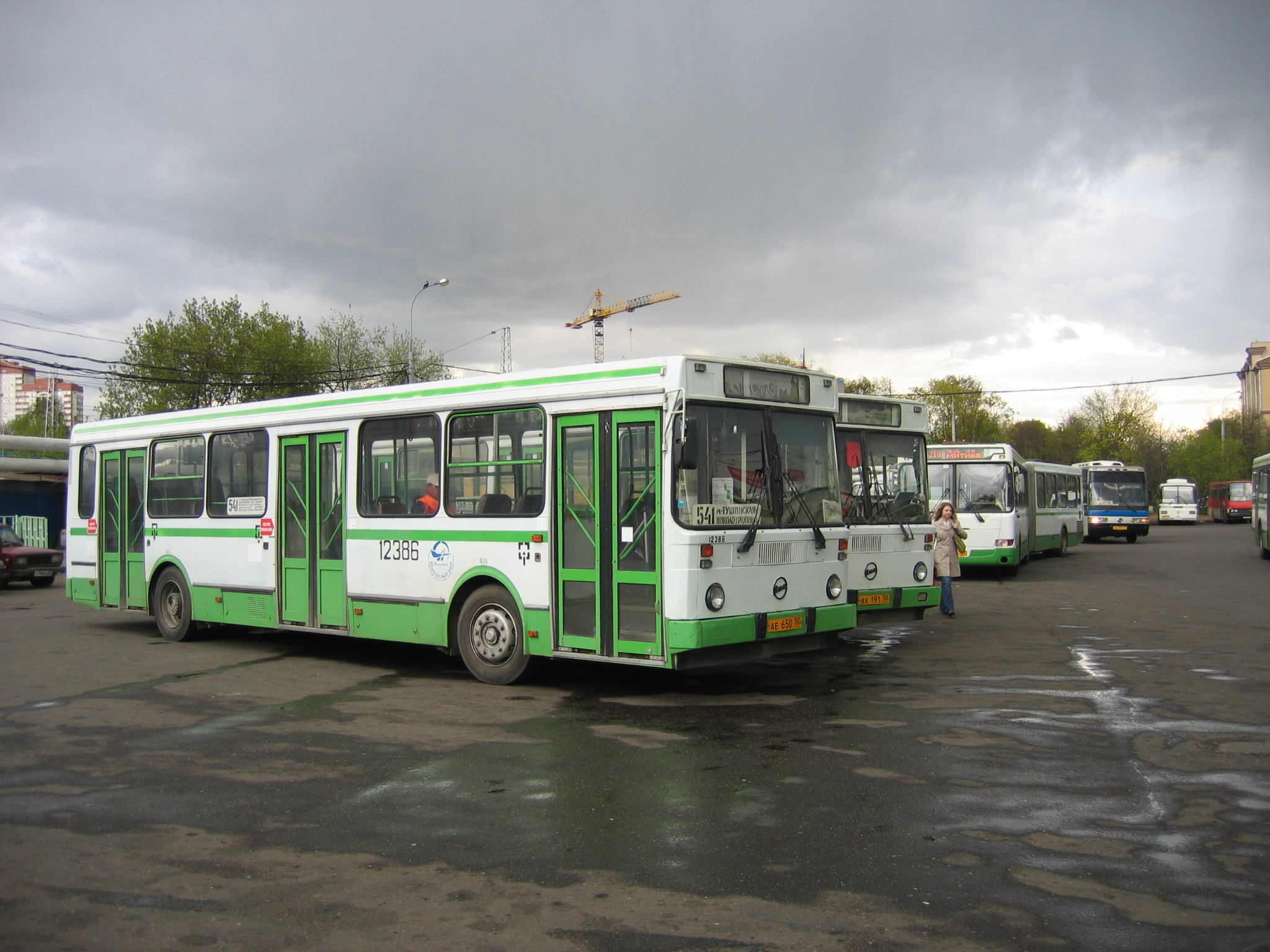
Mosgortrans-Autobusse aus russischer Produktion an einem Autobusbahnhof in Moskau

Mosgortrans (russisch Мосгортранс) ist ein staatliches russisches Verkehrsunternehmen, das einen Großteil des öffentlichen Personennahverkehr in Moskau betreibt. Der seit 1958 als Unternehmen organisierte Betrieb wickelt in der russischen Hauptstadt den gesamten Straßenbahn- und Autobus-Verkehr ab, bis 2022 auch den früheren Trolleybusbetrieb. Nicht von Mosgortrans betrieben werden dagegen die Metro, welche ein eigenständiges Verkehrsunternehmen ist, und das innerstädtische Eisenbahnnetz, das den Russischen Eisenbahnen gehört.

## Geschichte
Mosgortrans wurde am 31. Juli 1958 auf Beschluss der Stadtverwaltung Moskaus gebildet. Die neu gegründete Organisation, deren Bezeichnung ursprünglich Verwaltung des öffentlichen Verkehrs Moskaus (Управление пассажирского транспорта Москвы) lautete, ersetzte damit zwei bis dahin getrennte Organisationen, die für den Autobusverkehr einerseits und den Trolleybus- und Straßenbahnverkehr andererseits verantwortlich waren. Mit dieser Neugründung entstand der größte städtische Verkehrsbetrieb der damaligen Sowjetunion. Im Jahre 1960 beförderten die von Mosgortrans verwalteten Verkehrsmittel insgesamt 2,669 Milliarden Fahrgäste; der Fahrzeugpark bestand aus 1776 Straßenbahnwagen, 1360 Trolleybussen und 2665 Autobussen.

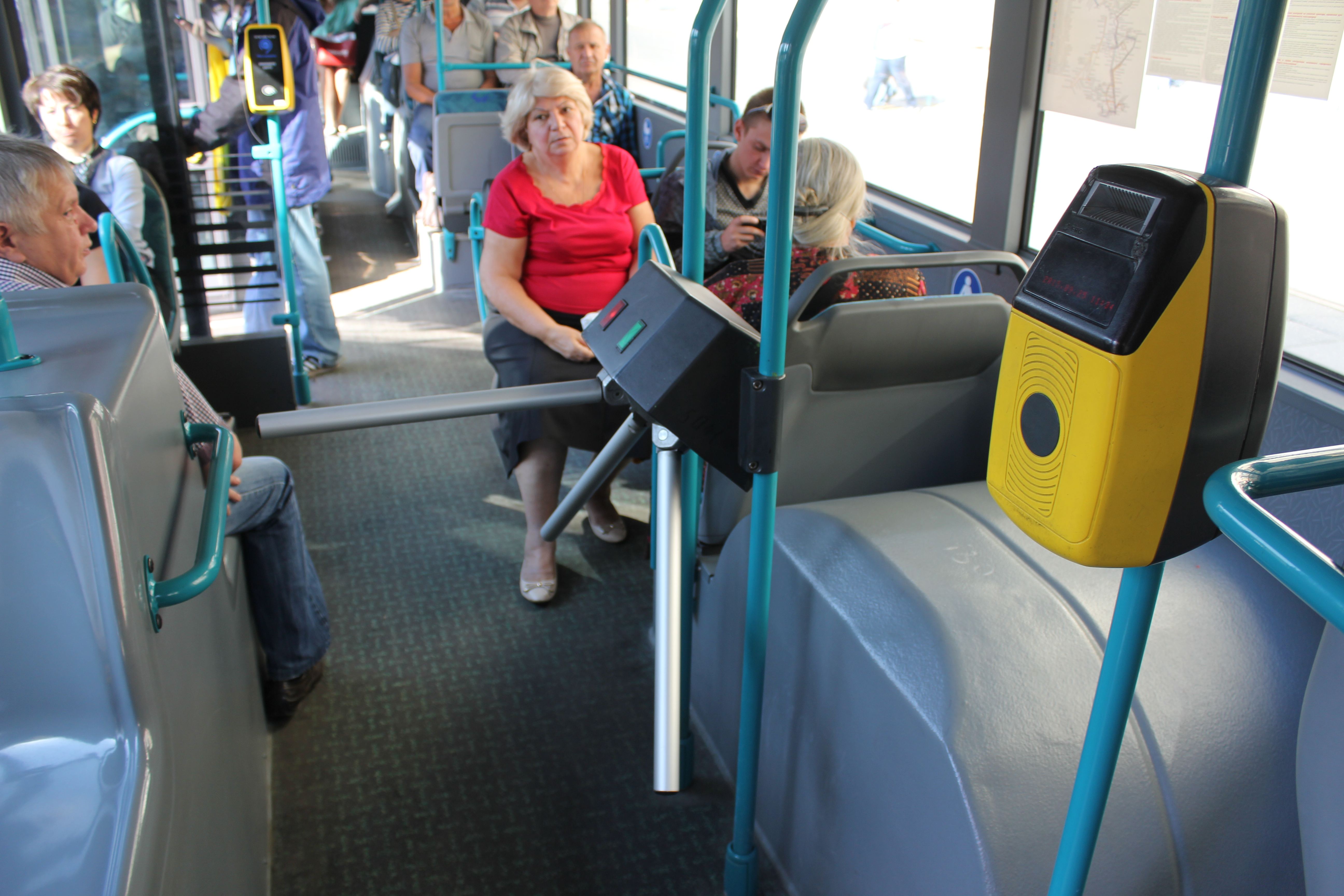
Drehkreuz für die Fahrscheinkontrolle in einem Moskauer Autobus

In den 1990er Jahren geriet Mosgortrans im Zuge des wirtschaftlichen Niedergangs nach dem Zusammenbruch der Sowjetunion in eine ernsthafte finanzielle Krise, die es unmöglich machte, die Qualität der Fahrgastbeförderung auf befriedigendem Niveau zu halten. In dieser Zeit wurden nur wenige neue Fahrzeuge beschafft, was zu einer erheblichen Veraltung des Fuhrparks und erhöhter Störanfälligkeit des oberirdischen Moskauer ÖPNV führte. Erst ab Ende der 1990er Jahre konnten die finanziellen Probleme teilweise gelöst werden. So konnten die bis dahin durch zahlreiche Schwarzfahrer entgangenen Einnahmen durch die Anfang der 2000er Jahre durchgeführte Installation von Drehkreuzen an den Eingangstüren der Straßenbahnen, Trolleybusse und Autobusse wieder gesichert werden, was eine teilweise Erneuerung des Fahrzeugparks möglich machte. Allerdings geriet Mosgortrans im Zusammenhang mit der Installation der Drehkreuze auch mehrfach in die öffentliche Kritik, da dies gerade auf stark beanspruchten Linien zu erheblichen Verzögerungen des Fahrgastwechsels führt.

## Gegenwärtige Daten

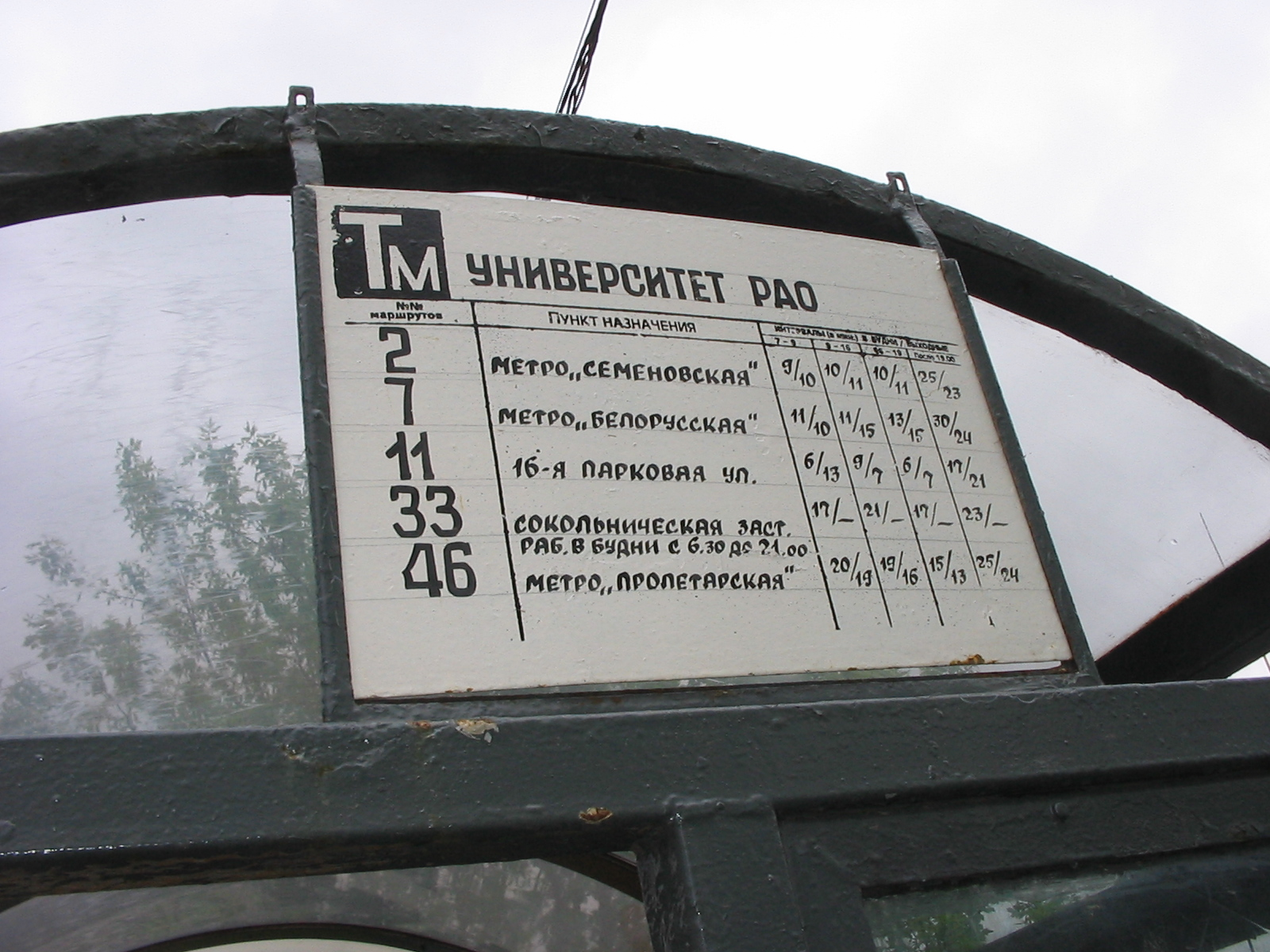
Ein typisches Moskauer Haltestellenschild; die Zahlen zeigen hierbei für jede Linie die planmäßigen Taktzeiten in Minuten an Wochentagen bzw. Wochenenden an

Mosgortrans ist das größte städtische Nahverkehrsunternehmen Russlands. 2006 beförderte es rund 4,2 Milliarden Fahrgäste, was rund 47 Prozent des gesamten städtischen Aufkommens entsprach. Täglich waren damals bis zu 5800 Fahrzeuge im Einsatz, der Fahrzeugpark war im Bezugsjahr auf insgesamt 17 Autobusbetriebshöfe, sieben Trolleybusbetriebshöfe, einen kombinierten Betriebshof für Trolley- und Autobusse sowie fünf Straßenbahndepots aufgeteilt.
Für die Beförderung mit Straßenbahnen, Autobussen und früher auch Trolleybussen werden einheitliche Fahrscheine verkauft. Der Fahrpreis für eine Einzelfahrt betrug 2010 24 Rubel (umgerechnet etwa 0,65 Euro), was geringfügig günstiger war als ein Einzelfahrschein für die Metro (26 Rubel). Darüber hinaus werden Mehrfahrtentickets für 5, 10, 20 oder 60 Fahrten angeboten. Eine Besonderheit ist hierbei, dass der Erwerb eines Fahrscheins beim Fahrer zwar möglich ist, jedoch mit 28 Rubel pro Einzelfahrt deutlich teurer ist als der Kauf an einem der speziellen Kioske, die es aber nicht an jeder Haltestelle gibt. Diese Preispolitik wird von der Moskauer Stadtverwaltung entgegen mehrfacher Kritik damit begründet, dass der Ticketverkauf durch das Fahrpersonal eine Ausnahme bleiben solle, da er den Fahrgastwechsel an Haltestellen verzögere.

## Verkehrsmittel

### Autobus
Der Autobusverkehr besteht in der russischen Hauptstadt seit 1907 und stellt heute mit über 530 Linien das bedeutendste oberirdische öffentliche Verkehrsmittel dar. Das Haupteinsatzgebiet der Autobusse sind die Außenbezirke, wo sie meistens als Hauptzubringer der Metro dienen. Der Fahrplantakt liegt, je nach Uhrzeit und Auslastung der Linie, zwischen fünf und 25 Minuten; einige wenige Linien verkehren nur zu bestimmten Zeiten, die in diesem Fall durch einen Fahrplan an Haltestellen ausgewiesen werden. Der Fuhrpark besteht größtenteils aus Einzel-, seltener auch Gelenkdoppelwagen der russischen LiAZ-Werke aus den 1990er- und 2000er-Jahren, aber auch aus Ikarus-Gelenkautobussen aus den 1980er und frühen 1990er Jahren. In den letzten Jahren kommen zunehmend auch Niederflur-Autobusse zum Einsatz.

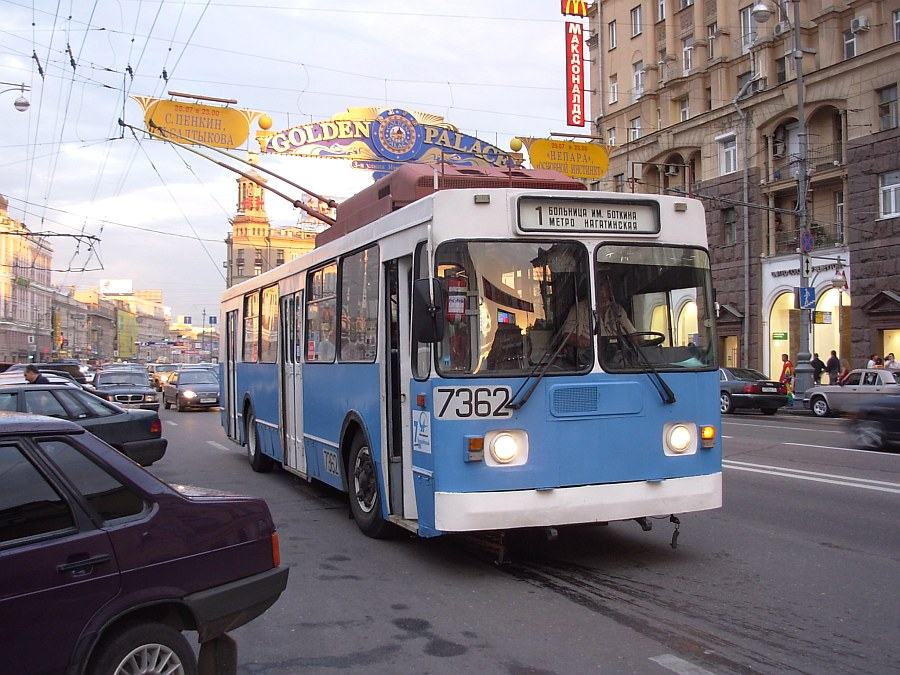
Trolleybus der SiU-9-Baureihe

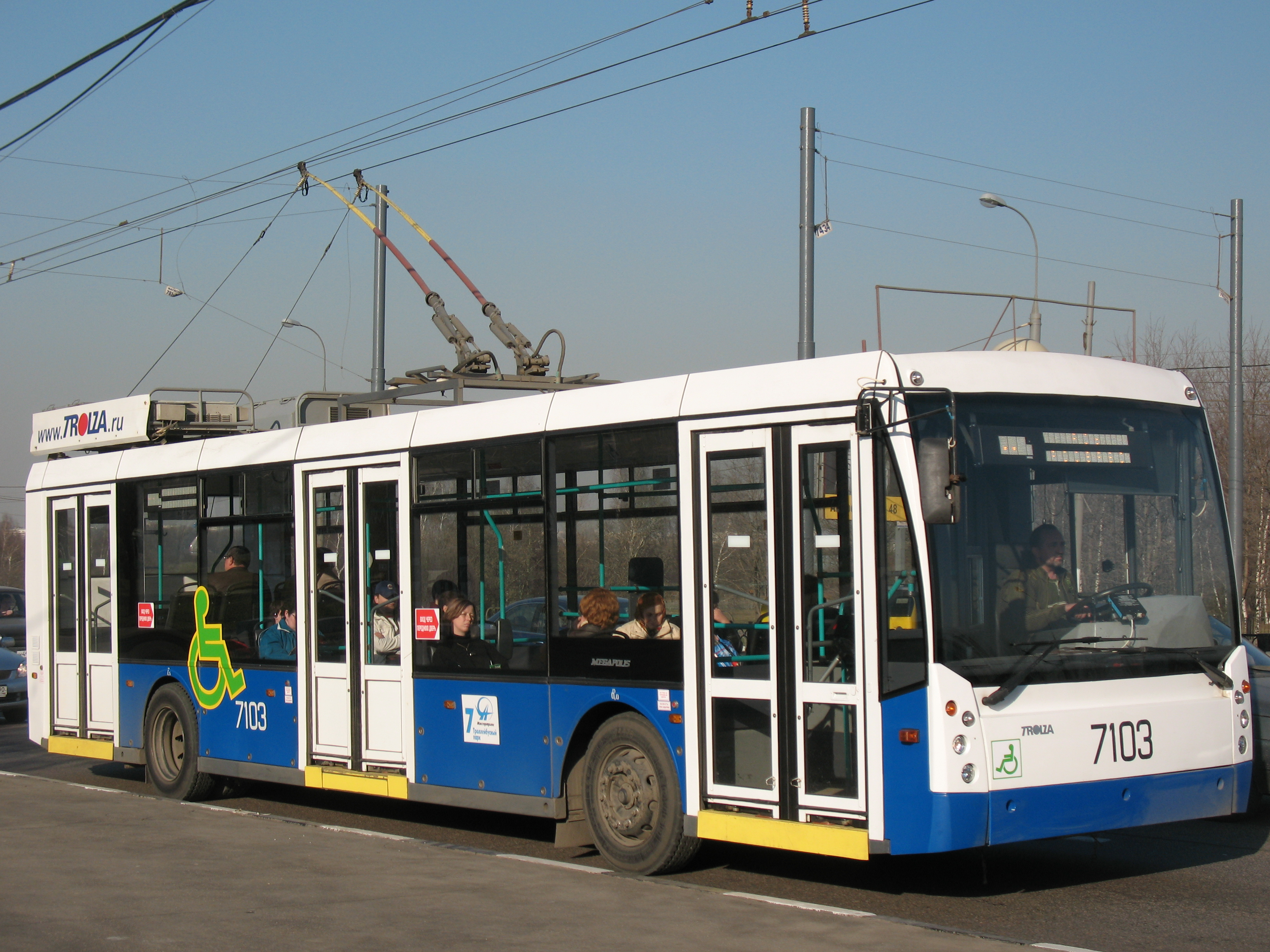
Niederflur-Trolleybus

### Trolleybus
Das Moskauer Trolleybusnetz wurde 1933 mit Wagen des Typs LK-1 eröffnet und war bis mindestens 2011 das weltweit größte seiner Art mit 88 Linien und 13 Zusatzlinien. Im Gegensatz zu den Autobussen verkehrten die Trolleybusse früher vorwiegend im Stadtzentrum sowie auf größeren Ausfallstraßen. Da die Einrichtung neuer Trolleybusstrecken aufgrund der nötigen Fahrleitungsverlegung wesentlich aufwändiger ist als Einführung neuer Autobuslinien, wurden bis zum 25. August 2020 alle bestehenden Linien auf Autobusbetrieb umgestellt, neue Strecken sind nicht mehr geplant. Vom 4. September 2020 bis zum 31. März 2022 verkehrte dann noch eine Ringlinie T, die aus historischen Gründen eingeführt wurde.
Die zuletzt genutzten Trolleybusse für Moskau wurden von den Trolsa-Werken in der Wolga-Stadt Engels hergestellt. Bei Mosgortrans war eine recht breite Palette verschiedener Modelle im Einsatz, die vom 1972 entwickelten und bei den ex-sowjetischen Trolleybusbetrieben immer noch weit verbreiteten Modell SiU-9 bis hin zu modernen Niederflurwagen reichte.
Die Autobus- und Trolleybuslinien von Mosgortrans sind beziehungsweise waren ein- oder zweistellig nummeriert, etliche Autobuslinien auch dreistellig. Dabei wiesen Autobus- und Trolleybuslinien teilweise identische Nummern auf. Eine Besonderheit stellte die Trolleybus-Ringlinie Б (der kyrillische Buchstabe „B“), die auf dem Ring „B“ verkehrte. Kurzgeführte Verstärkerlinien wiederum tragen eine rote Liniennummer.
Der derzeitige Bürgermeister von Moskau, Sergei Semjonowitsch Sobjanin, sprach sich bereits seit seinem Amtsantritt im Jahr 2010 gegen den Trolleybus in der russischen Hauptstadt aus. Daraufhin ließ er ab 2014 eine umfangreiche Stilllegungswelle einleiten, um das gesamte Moskauer Trolleybus-System in nur 6 Jahren gegen neu zu beschaffende Batteriebusse zu ersetzen. Am Abend des 25. August 2020 fanden dann die letzten Trolleybus-Fahrten auf den verbliebenen Linien M4, 28, 59, 60, 64 und 72 statt. Damit ist das verkehrstechnisch bedeutende Kapitel des O-Busses in Moskau nach 77 Jahren zu Ende gegangen.

### Straßenbahn

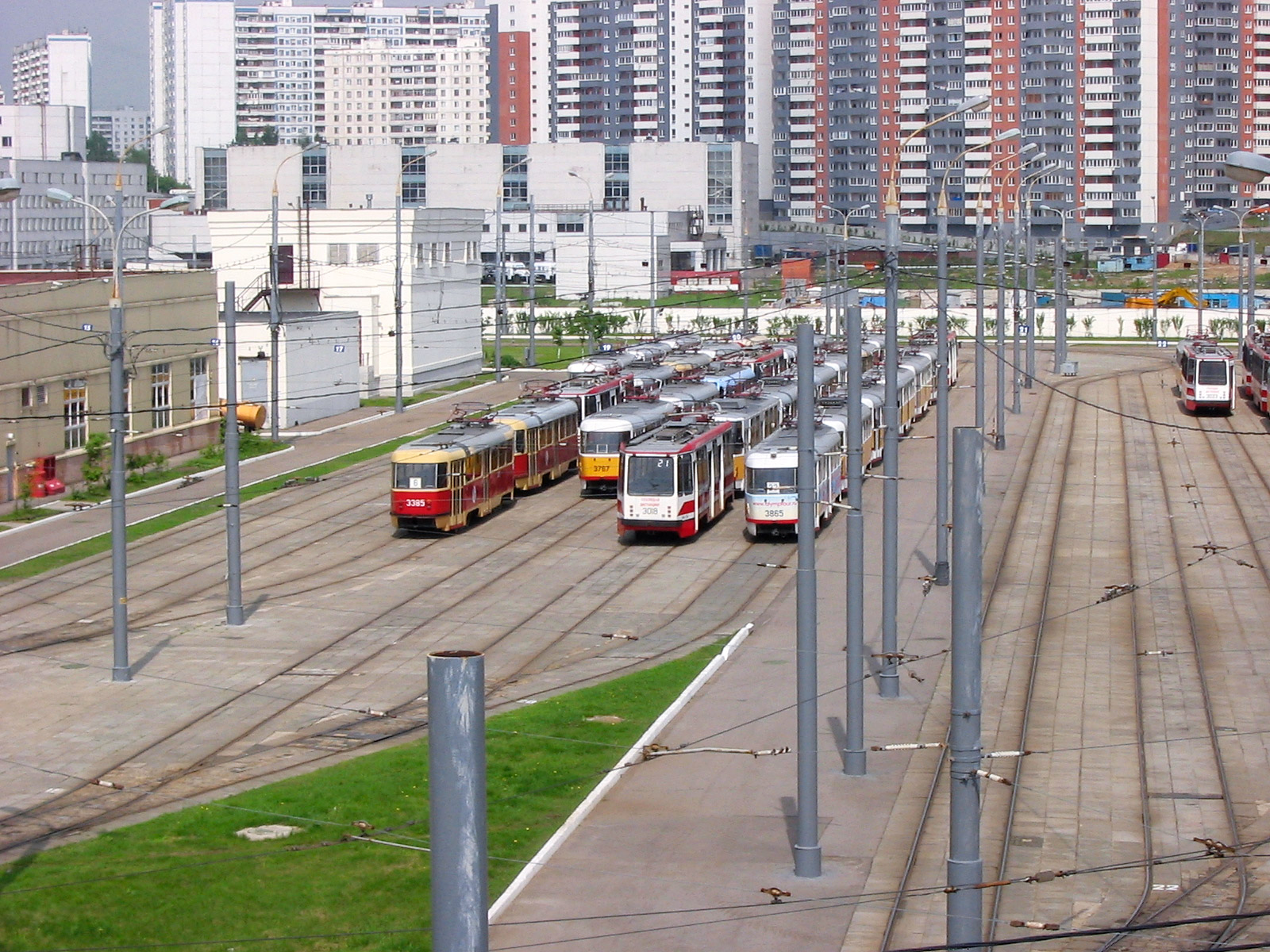
Straßenbahndepot Krasnopresnenskoje

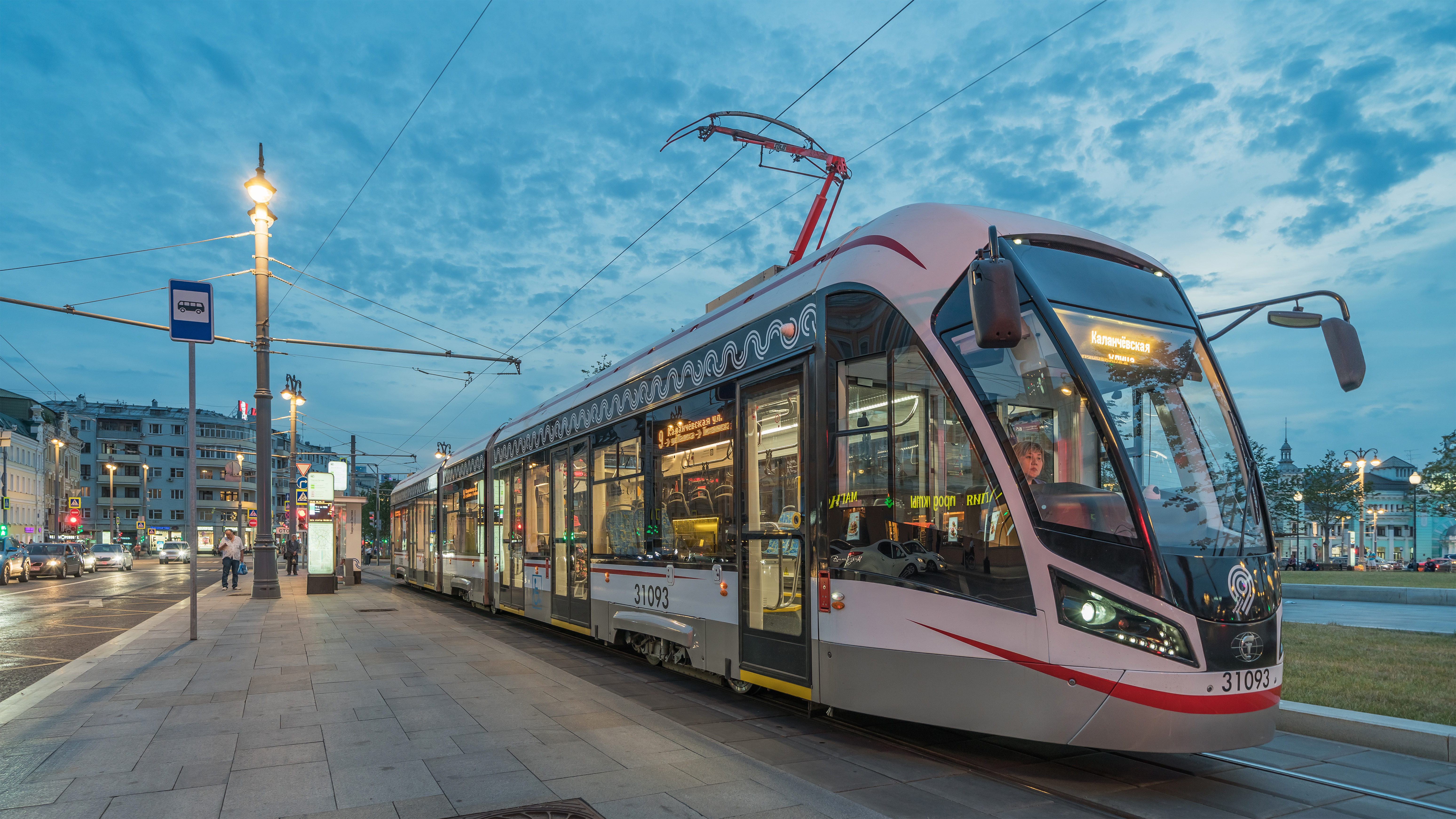
Witjas M-Niederflurwagen

Die elektrische Straßenbahn existiert in Moskau seit 1899 und ist damit das älteste öffentliche Verkehrsmittel der Stadt. Im Jahre 2007 bestand das Netz aus 37 Linien auf insgesamt etwas über 200 Kilometer Gleisen. Zum Einsatz kamen sowohl Einzel- als auch Doppeltraktionen der Typen Tatra T3, KTM-8 und KTM-19. Im Laufe der letzten Jahrzehnte verlor die Moskauer Straßenbahn unter allen Verkehrsmitteln der Stadt kontinuierlich an Bedeutung; fast alle Strecken im historischen Stadtzentrum sind inzwischen stillgelegt und teilweise durch Autobus- oder Trolleybuslinien ersetzt worden. Auch mehrere Strecken an wichtigen Ausfallstraßen wurden in jüngster Vergangenheit ganz oder teilweise abgebaut, um zusätzlichen Platz für den immer weiter zunehmenden Autoverkehr zu schaffen. Während „traditionelle“ Straßenbahnstrecken permanent von Stilllegung bedroht sind, existieren in jüngster Zeit Pläne für einige Stadtbahnlinien. Diese sollen in bestimmten Außenbezirken den Trolleybus- und Autobusverkehr in seiner Funktion als Metrozubringer entlasten.
Inzwischen haben dreiteilige Niederflurwagen des Witjas M-Typs zahlreiche ältere Triebwagen abgelöst.